# Kuziovo
Kuziovo (bulgariska: Кузьово) är ett distrikt i Bulgarien.   Det ligger i kommunen Obsjtina Belitsa och regionen Blagoevgrad, i den sydvästra delen av landet, 90 km söder om huvudstaden Sofia.